# Nikołaj Fomienko
Nikołaj Władimirowicz Fomienko (ros. Николай Владимирович Фоменко, ur. 30 kwietnia 1962 w Petersburgu) – rosyjski prezenter telewizyjny, aktor, komik i piosenkarz. Współwłaściciel Marussia Motors i współudziałowiec w zespole Formuły 1, Marussia Virgin Racing.

## Życiorys

### Kariera muzyczna
Jest gitarzystą w rosyjskim zespole Sekret, który był szczególnie popularny w latach 80.

### Kariera telewizyjna
Był prowadzącym rosyjskiej edycji programu Najsłabsze ogniwo. Prowadził również z Mihaiłem Pietrowskim i Oskarem Kuczerą program Top Gear Rosja, emitowany na stacji Ren-TV.

### Kariera kierowcy wyścigowego
W latach 2000–2005 startował w serii FIA GT, jeździł w klasie N-GT. Ponadto w latach 2000–2004 startował w Porsche 996 GT3-R, a w 2005 pojechał w Ferrari 550 Maranello.
Ma na koncie również starty w wyścigach długodystansowych. W 2003 pojechał w wyścigu 24 godziny Daytona. Wystartował w barwach ekipy RWS Motorsport, która wystawiła do startu Porsche 996. Zajął w wyścigu 28 miejsce. W latach 2004–2005 startował w klasyku 24 godziny Le Mans. W pierwszym starcie nie dojechał do mety. Podczas drugiego podejścia, na mecie był 17., a w swojej klasie (LMGT1) – piąty.

### Marussia Motors
Był założycielem i szefem firmy produkującej auta sportowe Marussia Motors. Firma udzielała się w serii GP3, będąc tytularnym sponsorem ekipy Manor Motorsport, a także wspierała kanadyjskiego kierowcę Roberta Wickensa.

### Marussia Virgin Racing
11 listopada 2010, zespół Formuły 1 Virgin Racing, poinformował, iż Marussia Motors, na której czele stoi Fomienko, wykupiła większościowy pakiet akcji w zespole. Obecnie zespół nazywa się Marussia Virgin Racing i ściga się z rosyjską licencją. Kierowcami ekipy są Timo Glock i Jérôme d’Ambrosio, a ścigają się bolidem Marussia Virgin Racing MVR-02.
2 lutego 2011 został szefem działu inżynierii w zespole.

## Filmografia
- Prędkość (1983)
- Księżycowy tata (1999)
- Niebo w diamentach (1999)
- Czek (2000)
- Staruchy (2000)
- Elegant (2003)
- Klucz do łóżka (2003)
- Model (2007)
- Dzień radiowy (2008)